# Эризифовые
Эризифовые, или настоящие мучнисторосяны́е грибы (лат. Erysiphaceae) — семейство сумчатых грибов порядка Эризифовые. Все представители — облигатные паразиты цветковых растений (как правило, двудольных), на поверхности которых мицелий с многочисленными конидиеносцами образует характерный мучнистый налёт. Эризифовые паразитируют с помощью гаусторий на клетках эпидермы, стеблей, цветков и плодов; у небольшого числа представителей гаустории могут проникать в мезофилл.
Обычно в цикле развития настоящих мучнисторосяных грибов имеются две стадии — конидиальная и сумчатая.
На представителях семейства выявлены сверхпаразиты — грибы рода Cicinobolus. Их тонкий мицелий распространяется внутри толстых гиф хозяина, пронизывая их вдоль, а пикниды образуются внутри его конидий.

## Хозяйственное значение
Среди мучнисторосяных грибов есть ряд опасных патогенов сельскохозяйственных культур:
- Блюмерия злаковая — паразит злаков,
- Сферотека крыжовниковая — паразит крыжовника и чёрной смородины,
- Эризифе виноградная — паразит винограда.

## Классификация
Согласно базе данных Catalogue of Life на ноябрь 2022 года семейство включает следующие роды:
- Blumeria Golovin, 1958 — Блюмерия
- Brasiliomyces Viégas, 1944 — Бразилиомицес
- Caespitotheca S. Takam. et U. Braun, 2005
- Cystotheca Berk. et M.A. Curtis, 1860 — Цистотека
- Erysiphe R. Hedw. ex DC., 1805 — Эризифе
- Euoidium Y.S. Paul et J.N. Kapoor, 1986
- Fibroidium (R.T.A. Cook, A.J. Inman et C. Billings), R.T.A. Cook et U. Braun, 2012
- Golvinomyces (U. Braun) V.P. Heluta, 1988 — Головиномицес
- Leveillula G. Arnaud, 1921 — Левейюла
- Microidium (To-anun et S. Takam.) To-anun et S. Takam., 2005
- Microsphaera Lév., 1851 — Микросфера
- Neoerysiphe U. Braun, 1999
- Oidiopsis Scalia, 1902 — Оидиопсис
- Oidium Link, 1809 — Оидиум
- Oospora Wallr., 1833 — Ооспора
- Ovulariopsis Pat. et Har., 1900 — Овуляриопсис
- Parauncinula S. Takam. et U. Braun, 2005
- Phyllactinia Lév., 1851 — Филлактиния
- Pleochaeta Sacc. et Speg., 1881 — Плеохета
- Podosphaera Kunze, 1823 — Подосфера
- Pseudoidium Y.S. Paul et J.N. Kapoor, 1986 — Псевдоидиум
- Sawadaea Miyabe, 1914 — Савадея
- Setoidium (R.T.A. Cook, A.J. Inman et C. Billings), R.T.A. Cook et U. Braun, 2012
- Sphaerotheca Lév., 1851 — Сферотека
- Striatoidium (R.T.A. Cook, A.J. Inman et C. Billings), R.T.A. Cook et U. Braun, 2012
- Takamatsuella U. Braun et A.N. Shi, 2012
- Toruloidea Sumst., 1913
- Uncinula Lév., 1851 — Унцинула
- Uncinuliella R.Y. Zheng et G.Q. Chen, 1979